# Besanosaurus
Besanosaurus (có nghĩa là "Thằn lằn [Lombardy, N. Italy] Besano") là một chi của loài ichthyizard lớn (một loài bò sát biển, không phải là khủng long) sống trong thời kỳ Trias giữa, khoảng 235 triệu năm trước. Loài bò sát biển này đến từ họ Besanizardidae và được đặt tên bởi Dal Sasso và Pinna vào năm 1996. Loại của loài là Besanosaurus leptorhynchus có nghĩa là "loài bò sát mỏ dài từ Besano."

## Quá trình Khám phá
Xương của Besanosaurus được phát hiện lần đầu tiên tại mỏ đá "Sasso Caldo" vào mùa xuân năm 1993 bởi các tình nguyện viên thuộc nhóm cổ sinh vật học mang tên Besano, là một thị trấn nhỏ thuộc vùng Bologna, phía bắc nước Ý. Khi được phát hiện, hóa thạch này gần như nằm lọt thỏm hoàn toàn vào đá và chỉ có thể được nhìn thấy lần đầu tiên qua tia X; để phát hiện thành phần của 38 phiến đá bao quanh bộ xương, cần phải có 145 lần chụp X quang. Bộ xương của Besanosaurus được đưa ra ánh sáng trong phòng thí nghiệm cổ sinh vật học Museo Civico di Storia Naturale di Milano sau 16.500 giờ nghiên cứu và chẩn bị. Những người chuẩn bị đã loại bỏ đá bao quanh hóa thạch từng bước, làm việc dưới kính hiển vi soi nổi với đục, kim và ghim. 38 tấm được ghép lại và tạo ra một thể mẹ bằng cao su silicon, từ đó thu được một mẫu gốc ban đầu.